# Панково (Рамонский район)
Панково — хутор в Рамонском районе Воронежской области.
Входит в состав Русско-Гвоздёвского сельского поселения.

## География
Расположен в северной части поселения. Сообщение с другими населенными пунктами осуществляется по грунтовой дороге. Удален от центра поселения на 7 км.
Через Русскогвоздёвское сельское поселение проходят областные автодороги «Обход город Воронеж», «Обход город Воронеж — Гвоздёвка», «Обход город Воронеж — Каверье». Также по территории сельского поселения проходит газопровод-отвод высокого давления «Северный Кавказ-Центр».
В хуторе имеется одна улица — Степная.

## Население
| 2010 |
| ---- |
| 7    |